# Rezolucija Vijeća sigurnosti UN-a 958
Rezolucijom Vijeća sigurnosti UN-a 958, jednoglasno usvojenom 19. studenoga 1994., nakon pozivanja na sve rezolucije o situaciji u bivšoj Jugoslaviji, uključujući Rezoluciju 836 (1993.), Vijeće je, djelujući prema Poglavlju VII Povelje Ujedinjenih naroda, utvrdilo da je situacija u bivša Jugoslavija nastavila predstavljati prijetnju međunarodnom miru i sigurnosti i svojom potporom Zaštitnim snagama Ujedinjenih naroda (UNPROFOR), odobrio je korištenje zračnih napada u Hrvatskoj osim u Bosni i Hercegovini od strane zemalja članica, kako bi UNPROFOR izvršio svoj mandat. UNPROFOR je bio ovlašten koristiti zračne snage samostalno, putem izravne potpore država članica ili putem regionalnih organizacija. Naknadne intervencije zračnih snaga na aerodromu Udbina i drugim lokacijama u Hrvatskoj i BiH, izvedene su uz potporu NATO-a.

## Vanjske poveznice
| Wikizvor | Engleski Wikizvor ima izvorni tekst na temu: United Nations Security Council Resolution 958 |

- Text of the Resolution at undocs.org